# Cangaba
Cangaba é uma cidade e comuna do Mali, na região de Culicoro. A área já pertenceu a antiga província de Cangaba sob comando do Império do Mali.